# István Hasznos
István Hasznos, (Szolnok, 8 de diciembre de 1924 - Szolnok, 7 de mayo de 1998) jugador húngaro de waterpolo.

## Biografía
Fue parte del equipo que ganó la medalla de oro de 1952 de Helsinki en waterpolo. Jugó 2 partidos y consiguió 7 goles.

## Clubs
- Szolnoki Dózsa SC ( Hungría)

## Títulos
Como jugador de waterpolo de la selección de Hungría
- 5 veces campeón de la liga de Hungría de waterpolo masculino

Como jugador de waterpolo de la selección de Hungría
- Oro en los juegos olímpicos de Helsinki 1952